# شاپرک خاشاکی کم‌رنگ
شاپرک خاشاکی کم‌رنگ (نام علمی: Calliteara pudibunda) نام یک گونه از راسته پروانه‌سانان است.